# T-6德州人II教練機
T-6德州人II教練機（英語：T-6 Texan II）是一款美國比奇飛機公司於PC-9基礎上改裝而來的教練機。

## 歷史
T-6教練機自PC-9派生而來，比奇飛機公司為了投標美國空軍/美國海軍的聯合初級飛機訓練系統(JPATS)而成立的項目。1995年6月，T-6被選中，1998年7月15日，生產型原型機T-6A試飛，2000年3月，第一架T-6A教練機交付使用。美國空軍和美國海軍分別需求454架和328架。除了軍事用途外也是一架受歡迎的收藏或運動競賽飛機。

## 性能描述

### 性能特徵
T-6A之所以被叫做"德克薩斯人"是因為它是在德州Grand Prairie製造的，並作為空中戰鬥機動飛行初級教練機。T-6A的單一座艙的兩個座椅呈前後階梯式分佈，學員在前，教員在後。飛行員也可以在前座椅單獨駕駛。機艙蓋是一體式側開機艙蓋，飛行員從側面進入座艙。機艙蓋的強度可以抵抗270節速度的鳥撞。飛機使用普拉特－惠特尼公司加拿大PT6A－68渦輪螺旋槳發動機，功率1100馬力。T-6A具有卓越的推重比，在起飛階段它每分鐘可以爬高1006米，6分鐘內可以達到5486．4米的高度。T-6A的特點是機動性能好，它的加壓座艙裝備有抗過載系統，機艙裝備先進的航空電子設備和晝間可讀液晶顯示器。T-6A將用於向聯合專業飛行學員提供軍用飛機的基礎飛行技巧，在獲得這些飛行技巧後他們才可能繼續學習駕駛四大類軍用飛機，包括：空軍轟炸機－戰鬥機類，空軍運輸－加油機類，海軍戰鬥機，空軍海軍直升機。

## 型號
- T-6A:美國主要服役型號
- T-6A NTA:為T-6A的初步武裝版本，能外掛上火箭彈。但還不具備攻擊機的戰鬥能力

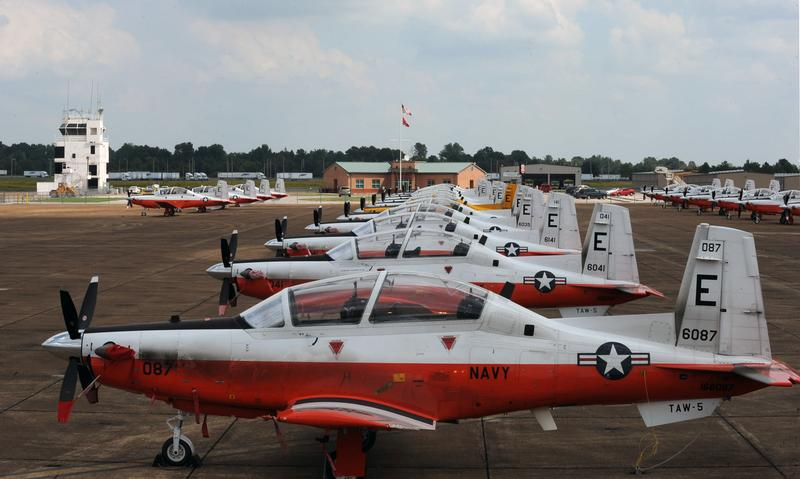
美國海軍的T-6B

- T-6B:美國海軍的T-6B
- T-6C:目前主要售出予各國的型號。
- T-6D:
- CT-156:目前服役於加拿大
- AT-6攻擊機:有兩種版本，分別為B和E

## 服役
T-6服役國家

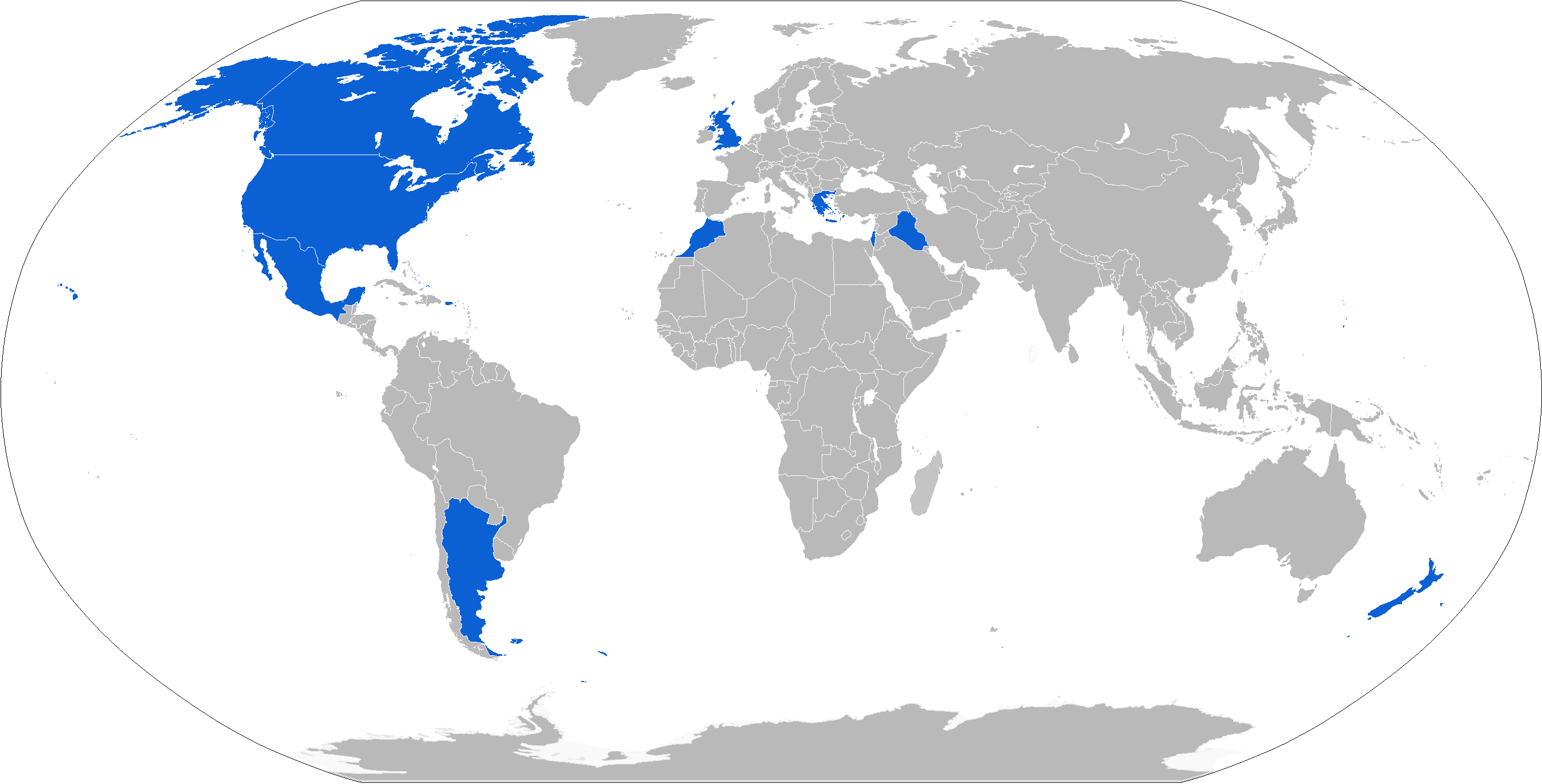

- 美國空軍和美國海軍:分別為454和328架T-6A
- 加拿大皇家空軍:24架CT-156
- 阿根廷空軍:12架T-6C+
- 哥倫比亞空軍:8架T-6C[1]
- 希臘空軍:45架T-6A
- 伊拉克空軍:15架T-6A[2]
- 以色列空軍:20架T-6A
- 墨西哥空軍:12架T-6C+
- 摩洛哥皇家空軍:24架T-6Cs
- 紐西蘭皇家空軍:11架T-6Cs[3]
- 泰國皇家空軍:12架T-6TH（未包含8架AT-6攻擊機)

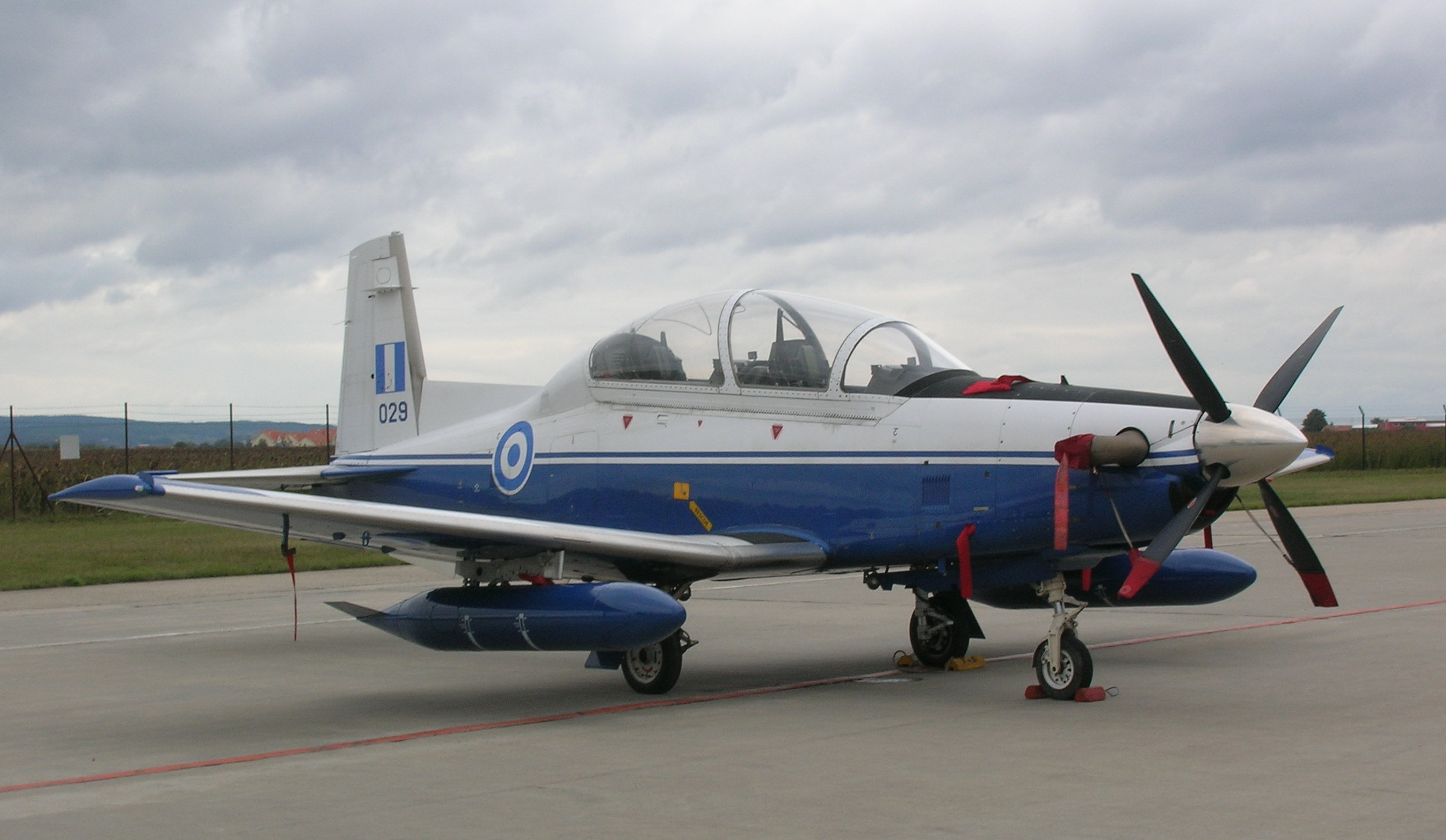
希臘空軍的T-6A

- 英國皇家空軍:10架T-6C[4]
- 越南人民軍空軍:12架T-6C[5]
- 航空自衛隊:未知數量與型號[6]

## 外部連結
- T-6A德州佬II式初級教練機 （页面存档备份，存于）
- （页面存档备份，存于）